# Nebbi
Nebbi  este un oraș situat în partea de nord-vest a Ugandei. Este reședinta  districtului Nebbi. La recensământul din 2002 avea o populație de 23.190 locuitori.